# 이슈바라

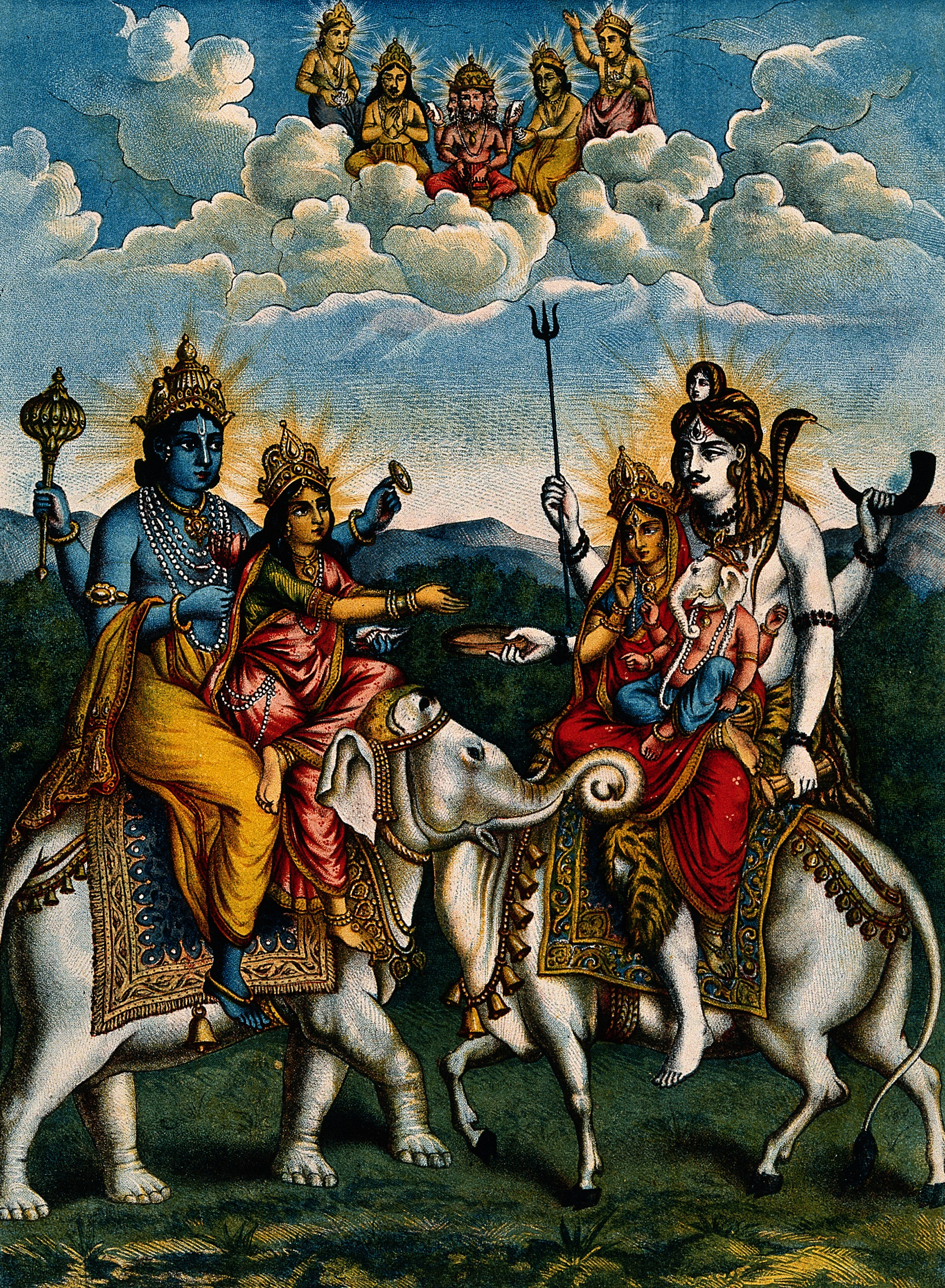
칭호 이슈바라의 주요 소유자인 비슈누와 시바가 배우자 락슈미와 파르바티와 함께 탈것에 앉아 있으며, 비나야카가 동반하고 있다.

이슈바라(산스크리트어: ईश्वर Īśvara)는 힌두교의 개념으로, 시대와 힌두교 학파에 따라 다양한 의미를 지닌다. 힌두 철학의 고대 문헌에서, 문맥에 따라 이슈바라는 군주, 통치자, 왕, 남편, 왕비, 영혼 또는 최고의 자아(아트만)를 의미할 수 있다. 중세 힌두 문헌에서, 힌두교 학파에 따라 이슈바라는 하느님, 최고 존재, 인격신 또는 특별한 자아를 의미한다.
시바파에서 이슈바라는 시바의 칭호이다. 비슈누파에서는 그의 칭호 벵카테스와라와 같이 비슈누의 동의어이다. 전통적인 바크티 운동에서 이슈바라는 힌두교의 다신교 신들 중 개인의 선호하는 신(이슈타데바타) 중 하나 또는 그 이상을 의미한다. 아리아 사마지와 브라모이즘과 같은 현대의 종파 운동에서는 이슈바라가 유일신적 하느님의 형태를 띠게 된다. 힌두교의 요가 학파에서는 "인격신" 또는 "영적 영감"을 의미한다. 불이일원론에서 이슈바라는 브라흐만의 현현된 형태이다.

## 어원
이슈바라라는 단어의 어원은 Ish (ईश् īś-)에서 유래했으며, "능력이 있는"과 "주인, 통치자, 우두머리"를 의미한다. 이슈바라라는 단어의 두 번째 부분은 vara (वर vara)인데, 문맥에 따라 "최고의, 훌륭한, 아름다운", "선택, 소원, 축복, 은혜, 선물", 그리고 "구혼자, 연인, 결혼을 청하는 자"를 의미한다. 합성어인 이슈바라는 문자 그대로 "최고의, 아름다운 것의 주인", "선택, 축복, 은혜의 통치자", 또는 "구혼자, 연인의 우두머리"를 의미한다.
개념적으로 이슈바라는 고대 및 중세 산스크리트어 문헌에서 다양하게 통치자 또는 왕, 남편, 하느님, 최고 존재, 최고 자아, 시바, 사랑의 신, 루드라 중 한 명, 그리고 숫자 '11'을 의미한다.
이슈바라라는 단어는 리그베다에 나타나지 않는다. 그러나 동사 īś-는 리그베다에 나타나는데, 문맥상 그 의미가 "능력이 있는, 할 수 있는"이다. 사마베다에는 없으며, 아타르바베다에는 드물지만, 야주르베다의 삼히타에는 나타난다. 그러나 고대 인도 문법학자 파니니가 설명하듯이, 문맥적 의미는 신도 최고 존재도 아니다.
이슈바라라는 단어는 수많은 고대 다르마수트라에 나타난다. 그러나 거기서 이슈바라는 하느님을 의미하지 않고, 베다를 의미한다. 다르마수트라에서 이슈바라는 대안적으로 왕을 의미할 수 있으며, 문맥은 문자 그대로 다르마수트라가 공공의 중요 문제에 있어서 이슈바라(왕)만큼 중요하다고 주장한다.
이 용어는 마헤슈바라("위대한 주님")와 파라메슈바라("최고의 주님")의 합성어로 비슈누와 시바의 이름으로 사용된다. 대승불교에서는 "아발로키테슈바라" ("세상의 울부짖음을 듣는 주님"이지만, 어원 부분 참조)의 합성어로 사용되는데, 연민으로 존경받는 보살의 이름이다. 신성을 여성으로 지칭할 때, 특히 샤크티파에서는 여성형 이슈바리가 때때로 사용된다.
불이일원론 학파에서 이슈바라는 모든 사람과 모든 것에 연결되어 있고 모든 것의 통일성을 이루는 일원론적 보편적 절대자이다.

## 학파
힌두 철학의 여섯 학파 중에서, 상키야 학파와 미맘사 학파는 이슈바라, 즉 최고 존재의 개념을 관련성이 없다고 본다. 힌두교의 요가, 바이셰시카 학파, 베단타 학파 및 니야야 학파는 이슈바라를 논하지만, 다른 의미를 부여한다.
이슈바라는 요가수트라의 형이상학적 개념이다. 이는 어디에도 신성을 언급하지 않으며, 어떤 헌신적 수행(바크티)도 언급하지 않고, 이슈바라에게 일반적으로 신성과 관련된 특성을 부여하지도 않는다. 힌두교 요가 학파에서, 위처는 이슈바라가 창조신도 아니고 힌두교 불이일원론의 보편적 절대자도 아니라고 말한다. 위처는 또한 힌두교 베단타 철학의 일부 유신론적 하위 학파가 요가 학파의 영감을 받아 이슈바라라는 용어를 "우주와 개별 존재를 통치하는 최고 존재"로 설명한다고 언급한다. 말리나르는 힌두교의 상키야-요가 학파에서 이슈바라는 창조신도 구원신도 아니라고 말한다.
박티 하위 학파들은 이슈바라를 신성한 주님 또는 특정 박티 하위 학파의 신으로 지칭한다. 현대의 종파 운동들은 이슈바라를 최고 주님으로 강조해왔다. 예를 들어, 하레 크리슈나 운동은 크리슈나를 주님으로 간주한다. 힌두교의 전통적인 유신론적 하위 학파들, 예를 들어 라마누자의 비시쉬타드바이타 베단타와 마드바의 드바이타 베단타에서는 이슈바라를 주 비슈누/나라야나로 동일시하며, 이는 프라크리티 (물질 세계)와 푸루샤 (자아)와 구별된다.
이러한 이슈바라 개념의 변형은 "개인의 최고 자아 가치를 이상화하거나 현현하는" "인격신"이라는 힌두교의 개념과 일치한다. 힌두교의 학파들은 개인이 "선택한 신"의 형태든 "형태 없는 브라흐만 (절대 현실, 보편 원리, 진정한 특별한 자아)"의 형태든 원하는 방식으로 이슈바라를 개념화할 자유와 선택을 허용한다.

### 상키야 학파에서
상키야 학파는 일부 학자들에 의해 힌두 철학의 주요 무신론 학파 중 하나로 불린다. 그러나 야콥센과 같은 다른 학자들은 상키야 학파가 무신론적이라고 설명하는 것이 더 정확하다고 믿는다. 또 다른 학자들은 상키야 학파가 초기부터 중세까지 유신론적이었다고 주장한다. 이슈바라는 힌두교 상키야 학파에서 가끔 인정되지만 대부분 부정된다. 예를 들어, 상키야 프라바차나 수트라와 그 주석서에서는 이슈바라의 존재에 반대하는 주장이 제기되는데, 주로 창조자이자 자유로운 존재는 존재할 수 없다는 것이다.

### 요가 학파에서
요가수트라는 힌두교 요가 학파의 기초 텍스트로, 11개의 구절(I.23에서 I.29, II.1, II.2, II.32, II.45)에서 이슈바라라는 용어를 사용한다. 수트라가 발표된 이래로 힌두 학자들은 이슈바라가 누구 또는 무엇인가에 대해 논쟁하고 주석을 달았다. 이러한 주석은 이슈바라를 "인격신"에서 "특별한 자아"로, "개인에게 영적 의미가 있는 모든 것"으로 정의하는 것에 이른다. 위처는 파탄잘리의 간결한 구절들이 유신론적 또는 비유신론적으로 해석될 수 있지만, 요가 철학에서 파탄잘리의 이슈바라 개념은 "요긴이 영적 해방의 길을 돕기 위한 변형적 촉매 또는 안내자" 역할을 한다고 설명한다.
파탄잘리는 1권 24절에서 이슈바라(산스크리트어: ईश्वर)를 "특별한 자아(पुरुषविशेष, 푸루샤-비셰샤)"로 정의한다.
산스크리트어: क्लेश कर्म विपाकाशयैरपरामृष्टः पुरुषविशेष ईश्वरः ॥२४॥

– 요가수트라 I.24
이 수트라는 이슈바라의 특성으로 장애물/고난(क्लेश, 클레샤), 과거 또는 현재 행동으로 인해 발생한 상황(कर्म, 카르마), 삶의 결과(विपाक, 비파카), 심리적 성향/의도(आशय, 아샤야)에 의해 영향을 받지 않는(अपरामृष्ट, 아파람리스타) 특별한 자아라고 덧붙인다.
파탄잘리의 이슈바라 개념은 창조신도 아니고 힌두교 불이일원론의 보편적 절대자도 아니다.

### 바이셰시카 학파에서
기원전 1천년기에 카나다가 창립한 힌두교의 바이셰시카 학파는 원자론적 자연주의 철학을 위해 이슈바라를 필요로 하거나 의존하지 않았다. 이 학파에 따르면 물질과 파라마누(원자)는 영원하며, 비인격적이고 영원한 아드라스타(अदृष्ट, 보이지 않는) 자연 법칙에 따라 움직이고 상호작용했다. 이슈바라 개념은 다른 개념들과 함께 서기 1천년기 수세기 후에 바이셰시카 학파에 도입되었다. 이러한 사상의 진화는 이른바 "원자"가 특정 질서와 비율을 갖는 방법과 이유를 설명하기 위함이었다. 이 후기 고대 바이셰시카 학자들은 물질이 영원하다는 믿음을 유지하고, 이슈바라를 전지전능하고 편재하는(전능하지는 않은) 또 다른 영원한 존재로 추가했다. 이 힌두 학파에 따르면 이슈바라는 세상을 창조한 것이 아니라, 세상이 작동하는 보이지 않는 법칙만을 창조했고, 그 후에는 수동적이 되어 숨겨진 보편적 법칙들이 제 역할을 하도록 내버려 둔다. 따라서 바이셰시카 학파의 이슈바라는 이신론의 데우스 오티오수스를 반영한다. 클라우스 클로스터마이어는 바이셰시카 학파의 이슈바라를 영원한 물질과 원자와 함께 우주에 공존하지만 "시계를 감아주고 스스로 작동하도록 내버려 두는" 영원한 하느님으로 이해할 수 있다고 말한다.

### 니야야 학파에서
초기 니야야 학파 학자들은 축복, 은혜, 결실을 주는 능력을 가진 창조신으로서 이슈바라의 가설을 고려했다. 그러나 초기 니야야 학자들은 하느님의 존재 자체를 부정한 것은 아니었지만 이 가설을 거부했으며, 비신론적이었다. 시간이 지나면서 니야야 학파는 힌두 철학에서 유신론의 가장 중요한 옹호자 중 하나가 되었다.
니야야수트라 4권 1장에서는 우주에서 실체(생명, 물질)의 생산과 파괴를 야기하는 원인을 조사한다. 이 장은 이슈바라를 포함한 많은 가설들을 고려한다. 19-21절은 이슈바라가 존재하고 원인이라고 가설을 세우고, 가설의 결과를 제시한 다음, 반대 증거를 제시하고, 모순으로부터 가설이 무효해야 한다고 결론짓는다.

सिद्धान्तसूत्र : ईश्वरः कारणम्, पुरुषकर्माफल्यदर्शनात्

पूर्वपक्षसूत्र : न, पुरुषकर्माभावे फ्लानिष्पत्तेः

सिद्धान्तसूत्र : तत्कारितत्वादहेतुः

명제 수트라: 이슈바라는 원인이다. 때때로 인간의 행위가 결실(결과)을 맺지 못함을 보기 때문이다.

일차 반론 수트라: 그렇지 않다. 실제로 인간의 행위 없이는 어떤 결실도 성취되지 않기 때문이다.

결론 수트라: 그렇지 않다. 그에 의해 영향을 받기 때문이다.
— 니야야 수트라, IV.1.19 – IV.1.21

수세기 후, 5세기 CE 니야야 학파 학자 프라스타파다는 이슈바라의 전제를 재검토했다. 그는 우다야나에 의해 계승되었는데, 우다야나는 그의 저서 니야야쿠스만잘리에서 위 니야야 수트라 4.1.21절의 "그것"을 "인간의 행동"으로, "그"를 "이슈바라"로 해석하고, 이슈바라의 존재를 증명하기 위한 반론을 개발했다. 그의 주장을 개발하면서 그는 이슈바라를 효율적 원인, 전능하고, 전지하며, 무오하며, 선물, 능력, 인류에게 의미를 주는 자, 세상의 신성한 창조자이자 도덕 원리의 창조자, 그리고 업 교리가 작동하게 하는 보이지 않는 힘으로 본질적으로 정의했다.

### 미맘사 학파에서
힌두교의 미맘사 학파 학자들은 이슈바라(하느님)가 무엇인가에 대해 의문을 제기했다. 그들은 다른 힌두교 학파들이 제시한 답변들을 검토하기 위해 프라마나 도구를 사용했다. 예를 들어, 니야야 학자들이 하느님은 전능하고, 전지하며, 무오하며, 세상은 하느님의 창조물이며, 이는 인간의 일이 인간의 존재를 증명하는 것과 마찬가지로 피조물의 존재로 증명된다고 주장했을 때, 미맘사 학자들은 왜 이 하느님이 세상을 창조하는가, 무슨 이유로? 라고 질문했다. 또한 그들은 덧붙여, 이슈바라가 세상을 창조했다면 이 세상은 불완전하고 인간의 자아는 고통받고 있으므로 이슈바라의 인간에 대한 사랑 때문일 수 없다고 말했다. 힌두교 미맘사 학자들은 이슈바라 개념과 그 전제에 대해 수많은 이의를 제기했다. 그들은 이슈바라 개념의 정당성을 해체하고, 일관된 철학과 해탈을 위해 이슈바라 개념이 불필요하다고 보았다.

### 베단타 학파에서

#### 불이일원론
힌두교의 불이일원론 학파는 경험적 차원에서 이슈바라가 우주의 원인이며 모든 행위의 결실을 주는 자라고 선포한다. 그는 좋고 싫음이 없으며, 연민(바이삼야 나이가르흐리냐 도샤 비히나흐)으로 구현된 존재로 정의된다. 이슈바라는 "아비디아(무지)로부터 자유롭고, 아함크리티(자아의식)로부터 자유롭고, 반다나(속박)로부터 자유로운", "순수하고, 깨달았고, 해방된" 자아이다.
이슈바라를 받아들이고 확립한 후, 불이일원론은 이슈바라의 진정한 본질(존재, 의식, 지복)이 개인의 진정한 본질과 다르지 않다고 선포한다. 이는 불이일원론에서 이슈바라의 본질을 이 우주의 물질적 원인이자 도구적 원인으로 보여주고, 자신의 능력에 한계가 있는 개인이 비현실적이며, 그 특성들을 부정함으로써 둘 사이에 하나됨이 있음을 선언할 여지를 준다. 이는 이슈바라를 경험적 존재에서는 '속성 있는(사구나)' 존재로, 절대적 의미에서는 '속성 없는(니르구나)' 존재로 확립한다. 이러한 하나됨은 '해탈(묵티)' 또는 궁극적 깨달음의 수준에서만 받아들여지며, '현실(브야바하라)' 또는 경험적 수준에서는 받아들여지지 않는다. 절대적 수준에서는 지바 (살아있는 존재)와 이슈바라 사이에 다른 점이나 구별이 없으며, 둘을 구별하려는 어떤 시도도 불이일원론에 따르면 잘못된 지식에 기반한 잘못된 생각이다.

ईश्वरः अहम् 

이슈바라, 나는 존재한다.
— 샹카라, 우파데사사하스리 2.3.1, 2.10.8

다른 아드바이틴 힌두 경전들도 샹카라의 일원론적 견해에 공명한다. 예를 들어, 이샤 우파니샤드는 1.5-7절에서 이슈바라가 "모든 것 위에, 모든 것 밖에, 모든 것을 넘어, 그러나 또한 모든 것 안에" 있다고 말한다. 모든 존재를 자신으로 알고 자신을 모든 존재로 아는 자는 누구 앞에서도 놀라지 않는다. 그는 두려움, 망상, 악의 근원으로부터 자유로워진다. 그는 순수하고, 무적이며, 통일되고, 악으로부터 자유로우며, 진실에 충실하며, 이슈바라처럼 해방된다.
우주가 현현하지 않을 때, 샹카라는 이슈바라를 꿈 없는 잠의 상태에 머무는 것으로 상정한다. 우주의 현현은 이슈바라가 꿈꾸는 상태에 있을 때 발생하며, 이때 이슈바라는 이전 창조의 기억 때문에 우주를 시각화한다. 꿈꾸는 상태가 기억에 의존하는 것처럼(마음과 분리되지 않음), 우주는 이슈바라와 분리된 존재를 갖지 않는다. 따라서 이슈바라의 지식은 우주의 존재를 위한 필수 조건이다.

#### 비시쉬타드바이타 베단타
힌두교의 비시쉬타드바이타 베단타 하위 학파에서 이슈바라는 이원론과 비이원론, 또는 "구별 있는 비이원론"의 복합 개념이다. 11세기 라마누자와 같은 비시쉬타드바이틴 학자들은 이슈바라가 최고의 창조자이며 브라흐만과 동의어라고 말한다. 비시쉬타드바이타에서 비슈누 또는 그의 아바타라 중 하나와 동일시되며, 그는 물질적 원인이자 효율적 원인이며, 초월적이면서 내재적이다. 비시쉬타드바이틴들은 이슈바라가 파라(초월), 브유하(발산), 비바바(화신), 안타르야민(내주), 아르카(상징)의 다섯 가지 형태로 나타난다고 믿는다. 이 하위 학파에 따르면, 존 그라임스는 이슈바라가 갸나(지식), 발라(힘), 아이스바르야(주권), 샤크티(권능), 비르야(정력), 테자스(광휘)의 여섯 가지 신성한 자질을 지닌다고 말한다.
라마누자의 비슈쉬타드바이타 개념은 스리 아우로빈도와 같은 힌두교의 여러 바크티 운동의 기초를 제공했으며, 바사바의 링가야트교에 영향을 미쳤다고 제안되어 왔다.

#### 드바이타 베단타
13세기 마드바에 의해 창립된 베단타 힌두교의 드바이타(이원론) 하위 학파는 이슈바라를 지바(살아있는 존재의 개별 자아)와 구별되는 창조신으로 정의한다. 나라야나 (비슈누)는 이슈바라로 간주되며, 드바이타 베단타 하위 학파에 의해 발전된 토대 위에 비슈누파 운동이 일어났다.
드바이틴들에게 이슈바라(하느님)는 완전하고 완벽하며 최고의 현실이며, 동시에 세상은 다른 베단타 하위 학파의 경쟁적인 사상과는 달리 그들에게는 별개의 현실이다. 드바이타 하위 학파에서 지바(개별 자아)는 이슈바라(하느님)와 다르지만 의존적이다. 둘 다 의식, 지복, 존재의 속성을 가지지만, 개별 자아는 원자적인 반면, 하느님은 모든 것을 포괄한다. 지바의 속성은 현현하기 위해 애쓰는 반면, 하느님의 속성은 완전히 현현된다.
마드바는 지바(개별 자아)와 이슈바라(하느님) 사이에는 다섯 가지 차이의 순열이 있다고 말한다: 하느님과 자아 사이, 하느님과 물질 사이, 자아와 물질 사이, 한 자아와 다른 자아 사이, 그리고 한 물질적인 것과 다른 물질적인 것 사이. 이러한 차이는 질적이고 양적이다. 지식이 모든 것과 하나됨, 그리고 보편적인 영원한 절대자와의 융합으로 이어져 이 생에서 해탈 상태에 이를 수 있다고 주장하는 불이일원론 베단틴들과 달리, 드바이타 베단틴들은 하느님의 뜻(그렇지 않다면 자아는 다시 태어난다)이 있다면 죽음 이후에만 해탈이 가능하다고 주장한다. 또한 마드바는 하느님이 개별 자아를 창조하지만, 개별 자아는 하느님과 결코 하나가 되지 않으며, 하느님과 무한히 가까워짐으로써 지복을 경험하는 것이 최선이라고 강조한다.
마야라고 불리는 세계는 이슈바라의 신성한 의지로 간주된다. 드바이틴들은 지바가 "무지와 잘못된 지식"(아갸나) 때문에 고통과 불행, 속박을 경험한다고 말한다. 해방은 올바른 지식과 나라야나 경에 도달함으로써 일어난다. 드바이타 하위 학파에 따르면, 구원은 그분의 은혜로 주어지며, 이는 사트바 구나의 우세(도덕적이고 건설적이며 단순하고 친절함이 가득한 삶)를 통해 달성 가능하며, 따라서 드바이틴들은 이슈바라를 끊임없이 기억하고 깊이 사랑하면서 다르마적 삶을 살아야 한다.

#### 아친탸-베다-아베다
[아친탸 베다 아베다] 오류: {{전자}}: transliteration text not Latin script (pos 1: 아) (도움말)는 창조, 프라크리티, 그리고 창조자 이슈바라(크리슈나)와 관련하여 헤아릴 수 없는 하나됨과 차이의 철학을 대표하는 베단타 학파의 하위 학파이다.
산스크리트어로 아친탸는 '헤아릴 수 없는'을 의미하며, 베다는 '차이'로 번역되고, 아베다는 '하나됨'으로 번역된다. 자아(산스크리트어 지바를 영어로 표현한 것)는 하느님의 부분으로 간주되며, 따라서 질적으로는 그분과 하나이지만, 동시에 양적으로는 그분과 다르다. 이것을 아친탸-베다-아베다-타트바, 즉 헤아릴 수 없는 동시적인 하나됨과 차이라고 부른다.
차이타냐의 아친탸-베다-아베다-타트바 철학은 헌신적인 유신론으로의 진보의 일부로 이해된다. 라마누자는 [[샹카라|[샹카라] 오류: {{전자}}: transliteration text not Latin script (pos 1: 샹) (도움말)]]와 마찬가지로 절대자가 오직 하나임을 인정했지만, 그 하나됨 안에 개별적인 다양성이 있음을 주장함으로써 반대했다. 마드바는 지고한 존재와 지바의 영원한 이원성을 강조했다. 그는 이러한 이원성이 해탈 후에도 지속된다고 주장했다. 차이타냐는 차례로 지고한 존재와 지바가 "헤아릴 수 없게, 동시에 하나이면서 다르다"(아친탸-베다-아베다)고 명시했다.

### 차르바카 학파에서
또 다른 무신론적 전통인 차르바카, 슈라마나는 유물론적이고 철학적 회의주의 학파였다. 그들은 이슈바라의 모든 개념뿐만 아니라 모든 형태의 초자연주의를 거부했다.

## 같이 보기
- 절대자
- 바가반
- 신의 개념들
- 대자재천
- 파라브라흐만
- 파라메샤샤크티